# Шнайдер, Франц
Франц Шнайдер (19 февраля 1900, Базель — ?) — советский разведчик; участник сети резидентур Красная капелла. Псевдоним — Нигги.

## Биография
В 1920 году — переехал в Бельгию.
В начале 1922 года — работал коммивояжером в антверпенской фирме «Сосьете Натюрель, Ле Контр и Ко».
В январе 1925 года — женился на Жермене и вместе с ней отправился в Швейцарию, и в том же году вернулся в Брюссель. Вместе с женой были завербованы Николем Леоном и стали работать на Коминтерн.
В 1925 году — принимали участие в подпольной работе Коминтерна, бельгийской коммунистической партии, предоставляли убежище приезжающим соратникам.
В 1929 году — поддерживал связь с Генри Робинсоном, был выдворен с территории Бельгии за политическую деятельность, но продолжал оставаться в этой стране нелегально.
В марте 1931 года — запрет на его пребывание был отменен, и Шнайдер стал жить легально.
В 1936 году — Франц и его жена были завербованы советским агентом Константином Ефремовым. По заданию Генри Робинсона Шнайдер под видом коммивояжера фирмы «Братья Леве» отправился в Великобританию.

### В годы войны
В начале 1940 года — вместе с женой начали работать под руководством Ефремова.
Весной 1942 года — передал рацию Жермены Огюстену Сесе. После ареста Венцеля в июле 1942 года Франц получил от жены письмо, в котором она признавалась, что изменила ему с Венцелем.
После бегства Жермены во Францию Шнайдер остался в Бельгии и в июле 1942 года попросил друга, Эрнеста Бомерсона, спрятать Ефремова у себя дома в Форте по адресу: 25, улица Альфреда Орбена. Но Ефремова схватили раньше, чем он успел туда приехать.
После ареста Ефремова Шнайдера допросили, но под стражу не взяли.
В ноябре 1942 года — по своим каналам узнал, что Ефремов стал работать на немцев и успел написать записку Трепперу. Но на заранее договорённую встречу, организованную Ефремовым, всё-таки пошёл, и был арестован.
В апреле 1943 года — был отправлен в Германию.

### После войны
В мае 1945 года — освобождён советскими солдатами из Бранденбургской тюрьмы, где он заболел болезнью лёгких. Фирма «Братья Леве», в которой он прежде работал, продолжала платить ему жалованье, пока он лечился.
В октябре 1945 года — приехал в Швейцарию к жене и оставался с ней до её смерти.
Весной 1947 года — жил в Андерлехте с Элизабет Депельснер.
В июне 1947 года — уехал к Элизабет Депельснер в Швейцарию, в Нефшатель.
2 августа 1947 года Шнайдер и Депельснер поженились.
В октябре 1948 года — жил в Цюрихе.
В 1948 году — поддерживал связь с Морисом Энис-Энсленом, участвовавшим в деятельности «Красной капеллы» во Франции и Швейцарии.